# اس‌اس پیکتون
اس‌اس پیکتون (به انگلیسی: SS Picton) یک کشتی بود که طول آن 378.5' و ارتفاع آن 52.1' بود. این کشتی در سال ۱۹۰۶ ساخته شد.